# Projeto de Acesso Digital Total aos Arquivos da Liga das Nações
O Projeto de Acesso Digital Total aos Arquivos da Liga das Nações ou LONTAD, é um projeto de digitalização em larga escala financiado por doações para digitalizar, preservar e fornecer acesso on-line aos arquivos da Liga das Nações. Seu objetivo fundamental é modernizar o acesso aos arquivos para pesquisadores, instituições de ensino e público em geral. O projeto resultará em 250 terabytes de dados (quase 30 milhões de arquivos digitais), mais de 500.000 unidades de metadados descritivos e realocação, preservação e conservação dos arquivos físicos (quase 3 quilômetros lineares). O projeto é gerenciado pela Seção de Memória Institucional (IMS) da Biblioteca do Escritório das Nações Unidas em Genebra. Lançado em 2017, está programado para ser concluído em 2022.

## Arquivos da Liga das Nações
Os arquivos da Liga das Nações consistem em aproximadamente 15 milhões de páginas de conteúdo que datam do início da Liga das Nações em 1919, estendendo-se à sua dissolução, iniciada em 1946. A coleção está armazenada no Escritório das Nações Unidas em Genebra e é considerada uma coleção histórica dos Arquivos das Nações Unidas em Genebra. 

## Fases do Projeto
Dentro do âmbito da digitalização, preservação digital e física e acesso on-line, o projeto é dividido em três principais fases: pré-digitalização, digitalização e pós-digitalização. Cada componente inclui sua própria equipe especializada.

### Pré-digitalização

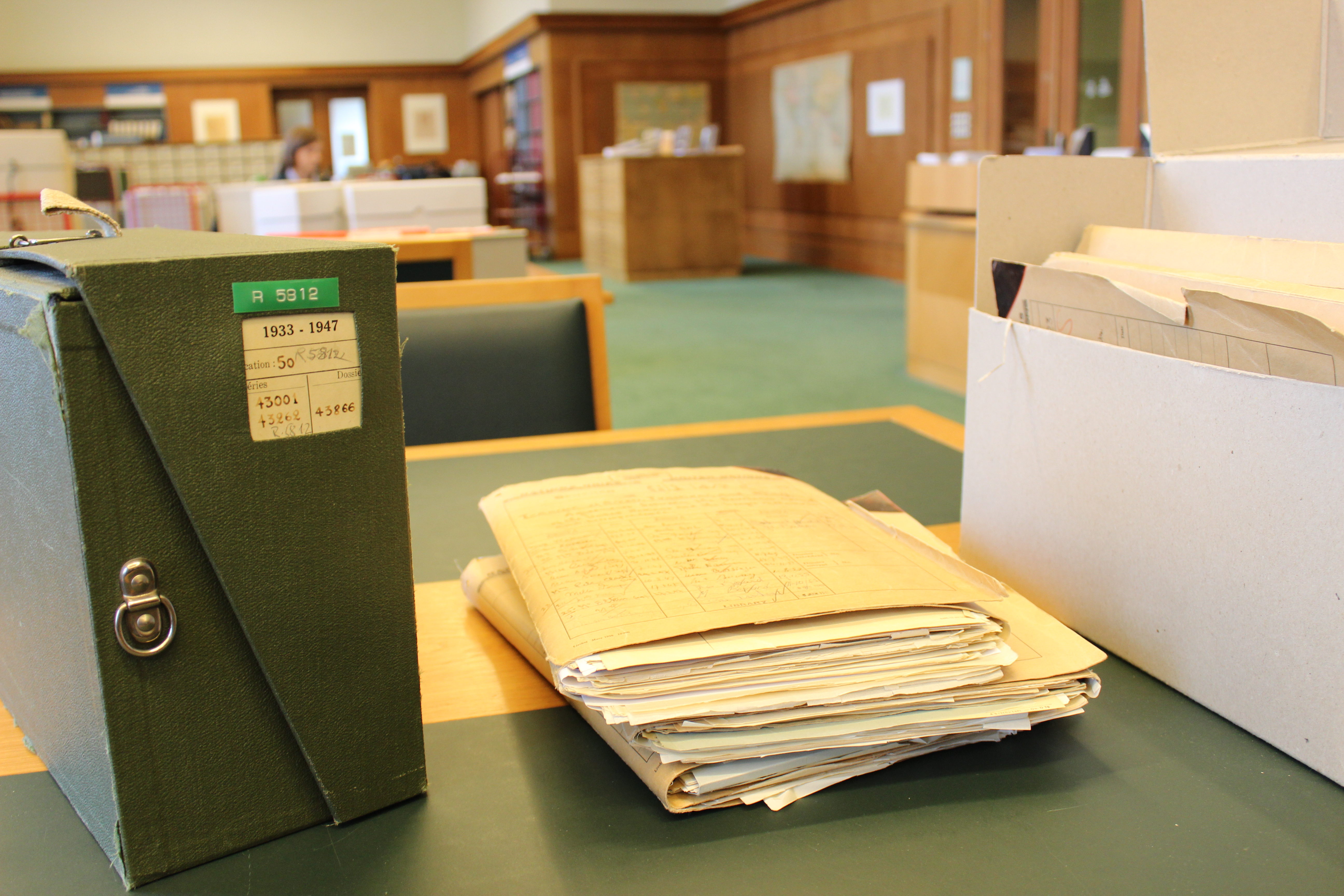
Amostra de caixas e documentos dos arquivos da Liga das Nações. A caixa verde escura é um dos muitos originais que serão substituídos por caixas de arquivos não ácidas durante a pré-digitalização.

As atividades de pré-digitalização concentram-se principalmente no preparo físico e no tratamento de preservação. A equipe de pré-digitalização realiza reparos e estabilização de papel rasgado, protege os materiais em compartimentos de preservação para garantir sua estabilização a longo prazo e isola todas as fotografias com papel de preservação photo-safe. Os arquivos são classificados, ordenados e indexados de acordo com os padrões do projeto e inventariados no sistema de gerenciamento de arquivos.

### Digitalização
LONTAD trabalha em colaboração com uma empresa externa especializada em digitalização. São utilizados scanners suspensos projetados para digitalização de patrimônio cultural. Um arquivo mestre (formato JPEG-2000) e um arquivo de acesso (PDF) processados com OCR são produzidos e entregues à equipe de pós-digitalização. 

### Pós-digitalização
As atividades de pós-digitalização são centralizadas principalmente no controle de qualidade e na criação de metadados. A equipe de pós-digitalização realiza o controle de qualidade das imagens digitalizadas. O controle físico da qualidade também é realizado em uma amostra de materiais para garantir a preservação a longo prazo.
A criação de metadados consiste na descrição e indexação de arquivos. Os metadados descritivos gerados servem como o componente principal para fornecer acesso à coleção digital. A equipe de pós-digitalização também trabalha para padronizar e documentar os processos de descrição e usa o método MoSCoW para controle de qualidade e correção de metadados.
A equipe de pós-digitalização garante a publicação on-line ao sistema de acesso digital, ingere os arquivos digitais ao sistema de preservação digital e coordena algumas das funções de divulgação do projeto, como o Twitter e o mascote do projeto Lontadinho.

## Objetivos de pesquisa
O projeto LONTAD visa tornar os arquivos da Liga das Nações mais acessíveis aos pesquisadores. Procura fazê-lo no quadro dos três objetivos de pesquisa: mobilizar conhecimento e fornecer acesso global; fornecer acesso uniforme e completo via descrição de arquivo compatível com ISAD(G); e, fornecendo novos caminhos para a análise, particularmente no escopo das humanidades digitais.